# Hans Bunte

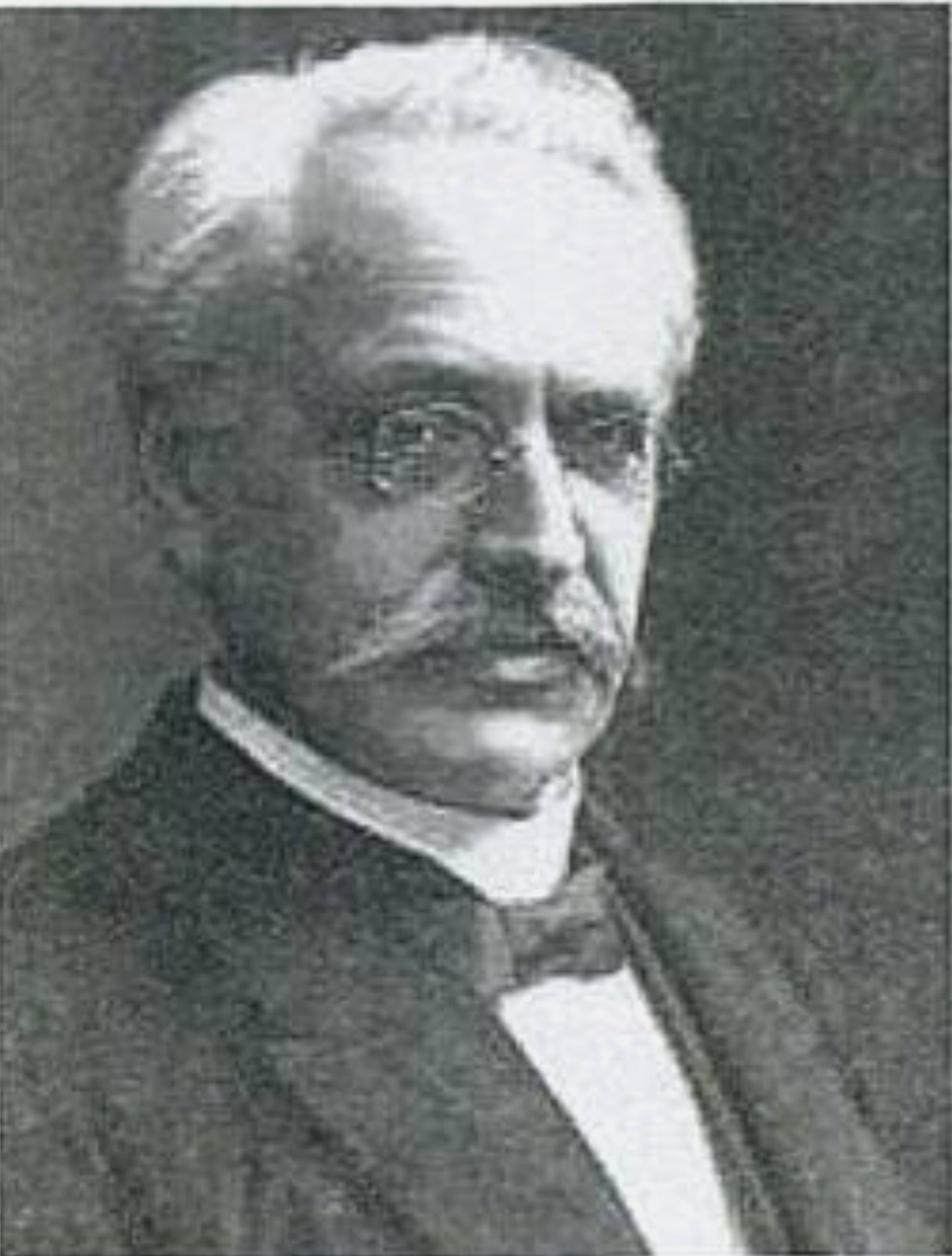
Hans Bunte

Hans Hugo Christian Bunte (* 25. Dezember 1848 in Wunsiedel; † 17. August 1925 in Karlsruhe) war ein deutscher Chemiker und Hochschullehrer. Er war Lehrstuhlinhaber für chemische Technologie an der Technischen Hochschule Karlsruhe und Mitglied der Leopoldina.

## Leben
Bunte studierte Chemie, Physik und Mathematik an der Polytechnischen Schule Stuttgart und war Mitglied der Studentenverbindung „Akademische Gesellschaft Sonderbund“. Er setzte das Studium an der Ruprecht-Karls-Universität Heidelberg und an der Friedrich-Alexander-Universität Erlangen fort, wo er 1869 bei Eugen von Gorup-Besánez mit einer Dissertation zu Untersuchungen über Harnstoff und Harnstoffderivate promovierte. Er war zunächst Lehrer für Mathematik und Naturwissenschaften an der Gewerbeschule Wunsiedel und kurzzeitig Privatassistent bei Emil Erlenmeyer in München.
1872 habilitierte er sich als Privatdozent an der Technischen Hochschule München. Als Gasspezialist auf dem Gebiet der Brennstoff- und Feuerungstechnik hielt er erste Vorlesungen über Teerfarben, zur Heizwertbestimmungen und Analyse von Abgas und Leuchtgas. Von 1874 bis 1876 war er Mitarbeiter Nikolaus Heinrich Schillings bei der Münchner Gasbeleuchtungsgesellschaft und entwickelte mit ihm den „Münchner Generatorofen“ zur Gasherstellung aus Kohle. 1877 trat er dem Verein Deutscher Ingenieure (VDI) bei und war in dessen Bayerischem Bezirksverein aktiv. 1878 übernahm er die Leitung der Heizversuchsanstalt. Zwischen 1879 und 1881 schuf er die Grundlagen der Heiztechnik und der modernen Wärmewirtschaft. 1882/1883 wurde er zum Vorsitzenden und 1884 zum Generalsekretär des Deutschen Vereins von Gas- und Wasserfachmännern (DVGW) gewählt.
Auf Veranlassung von Carl Engler wurde er 1887 ordentlicher Professor der chemischen Technologie an der Technischen Hochschule Karlsruhe. 1907 errichtete der DVGW auf Buntes Anregung die Lehr- und Versuchsgasanstalt, kurz Gasinstitut, dessen Leitung er auch übernahm  (heute Engler-Bunte-Institut). In den 1910er Jahren war Ernst Terres sein wissenschaftlicher Assistent. 1919 emeritierte Bunte.
1887 erfand er die Bunte-Bürette, eine Apparatur zur Gasanalyse. Außerdem fand er die Gruppe der Bunte-Salze bei Schwefelverbindungen (Thioschwefelsäure-S-Ester). Die Technische Hochschule Wien, die Technische Hochschule München und die Technische Hochschule Hannover verliehen ihm ihre Ehrendoktorwürde (als Dr.-Ing. E. h.). Im Jahr 1893 wurde Bunte zum Mitglied der Leopoldina gewählt. Von 1903 bis 1904 war Bunte zunächst vom Großherzog ernanntes Mitglied der Ersten Kammer der Badischen Ständeversammlung und von 1905 bis 1913 als Abgeordneter der Technischen Hochschule Karlsruhe in derselben Kammer vertreten.
Bunte wurde auf dem Hauptfriedhof Karlsruhe begraben.
Sein Sohn Carl Gustav Bunte (1878–1944) wurde später ebenfalls Chemiker und Professor an der Technischen Hochschule Karlsruhe.